# Kriemhild
Pour les articles homonymes, voir Gudrun (homonymie).
Kriemhild ou Krimhild, également appelée Gudrún dans la mythologie nordique, est l'un des principaux personnages féminins de la Chanson des Nibelungen, de l’Edda poétique et de la Chanson de Gudrun. Elle a pour nom Gutrune dans l'opéra de Richard Wagner Der Ring des Nibelungen, et celui d'Hilda dans le Grand opéra Sigurd d'Ernest Reyer.
Elle est la sœur de Gunther (Gunnar), le roi des Burgondes, et l'épouse de Siegfried (Sigurd).

## Dans laChanson des Nibelungen

### Première partie: La Mort de Siegfried
Kriemhild est réputée pour sa beauté au-delà de son pays natal, mais ses trois frères, dont l'aîné est le roi des Burgondes, veillent farouchement sur elle. Siegfried sollicite l'hospitalité du roi Gunther dans le but de lui faire la cour. Kriemhild commence à s'intéresser à Siegfried après les exploits guerriers de celui-ci.
Quand Gunther décide de demander la main de Brunehilde, Siegfried accepte de l'aider en échange de la main de Kriemhild, ce que le roi accepte, à la joie de Kriemhild.
Plus tard, Kriemhild se querelle avec Brunehilde, et Kriemhild va jusqu'à accuser Brunehilde d'adultère avec Siegfried. Hagen propose à Gunther de tuer Siegfried en représailles. Hagen prétend la querelle oubliée, et obtient de Kriemhild qu'elle lui révèle le seul point faible de Siegfried.
Kriemhild comprend immédiatement qu'Hagen est l'assassin de Siegfried, et l'accuse publiquement pendant l'enterrement.
Elle commet également l'erreur de retirer le trésor des Nibelungen de la garde du nain Alberich. Le trésor est rapidement volé par Hagen, qui le cache dans un endroit connu de lui seul.

### Deuxième partie: La Vengeance de Kriemhild
Après la mort de Siegfried, elle est demandée en mariage par le roi des Huns, Attila (le plus important personnage historique ayant une version fictive dans la chanson). Elle accepte, prévoyant d'utiliser son nouveau statut de reine des Huns pour se venger des assassins de Siegfried. Elle invite donc pour une grande fête en invitant ses frères et leur suite, en particulier Hagen, prévoyant de leur tendre un piège. Mais Hagen recommande aux Burgondes de rester en armes. En signe d'alliance entre leurs peuples, Attila propose de placer le fils qu'il a eu de Kriemhild, Ortlieb, à la cour des Burgondes.
Quand Kriemhild fait tuer des membres de la suite des Burgondes, Hagen déclenche la bataille finale en tuant Ortlieb. Le baron Dietrich se déclare neutre dans ce conflit (étant allié et non vassal d'Attila), et évacue Kriemhild des combats. Ces combats éliminent tous les chevaliers huns présents, et tous les Burgondes excepté Hagen et Gunther. Ayant perdu de nombreux amis, Dietrich sort de sa neutralité et parvient à maîtriser les deux survivants exténués. Kriemhild les interroge pour obtenir la position du trésor, mais devant le mutisme de Hagen, finit par les tuer. Elle est elle-même tuée pour le crime d'avoir exécuté sommairement des prisonniers dont le statut imposait de les respecter.

## Dans leRingde Wagner
Dans l'opéra Der Ring des Nibelungen, Siegfried est fiancé à Brunehilde avant sa rencontre avec Gutrune (nom de Kriemhild dans cette version). Gutrune accepte la suggestion de Hagen consistant à lui administrer un philtre d'amour (et d'amnésie) pour qu'il se détourne de Brunehilde en sa faveur. Hagen présente sa proposition comme un moyen de renforcer le pouvoir de la famille royale en faisant épouser un grand héros à la sœur du roi. En réalité, Hagen crée volontairement les conditions de la querelle qui aboutira à la mort de Siegfried, son but étant de prendre l'anneau des Nibelungen à Siegfried.

## Inspiration historique
Le personnage tire ses origines de trois personnages historiques qui figuraient dans deux périodes importantes de l'histoire
Dans le premier cas, la querelle de Kriemhild avec Brunehilde, qui se traduit par la mort de Siegfried à sa demande, tirerait ses origines de la querelle entre les deux reines franques historiques, Brunehaut et Frédégonde, cette dernière étant, avec son époux Chilpéric, l'instigatrice de l'assassinat du mari de Brunehaut, Sigebert Ier.  
Son destin dans la seconde partie ressemble à celui d'Ildico, la femme d'Attila qui mourut lors de leur nuit de noces en 453.

## Dérivation du nom
Le nom d'origine germanique de l'épouse d'Attila est Kriemhild (grim « masque » + hilt(j)a « héros »). Ce nom raccourci en Hilda ou Ilda se trouve retranscrit dans des textes en latin sous la forme Ildico. L'usage moderne est d'employer Ildico pour le personnage historique, Kriemhild pour le personnage de fiction.
La reine maléfique dans Blanche-Neige et les Sept Nains (version de Walt Disney) s'appelle Grimhilde.
Une rue de la ville de Kehl (Allemagne) porte son nom.

## Adaptations modernes
- Les Nibelungen : La vengeance de Kriemhild, film de Fritz Lang (1924)
- La Légende de Sigurd et Gudrún, livre de J. R. R. Tolkien (2009)